# Vaux d’Amognes
Vaux d’Amognes ist eine französische Gemeinde mit 528 Einwohnern (Stand: 1. Januar 2022) im Département Nièvre in der Region Bourgogne-Franche-Comté. Sie gehört zum Arrondissement Nevers und zum Kantons Guérigny.

## Geographie
Vaux d’Amognes liegt etwa 15 Kilometer nordöstlich von Nevers. Umgeben wird Vaux d’Amognes von den Nachbargemeinden Poiseux im Norden und Nordwesten, Nolay im Norden und Nordosten, Saint-Sulpice im Osten, Montigny-aux-Amognes im Süden und Südwesten, Saint-Martin-d’Heuille und Urzy im Westen und Südwesten sowie Guérigny im Westen und Nordwesten.

## Gliederung
| Ortsteil                  | ehemaliger INSEE-Code | Fläche (km²) | Einwohnerzahl (2016) |
| ------------------------- | --------------------- | ------------ | -------------------- |
| Balleray                  | 58022                 | 16,08        | 217                  |
| Ourouër (Verwaltungssitz) | 58204                 | 21,76        | 329                  |

## Sehenswürdigkeiten

### Balleray
- Kirche Saint-Blaise, Monument historique

### Ourouër
- Kirche Saint-Fiacre aus dem 12./13. Jahrhundert, Monument historique
- keltisches Oppidum
- Schloss Nyon aus dem 18. Jahrhundert

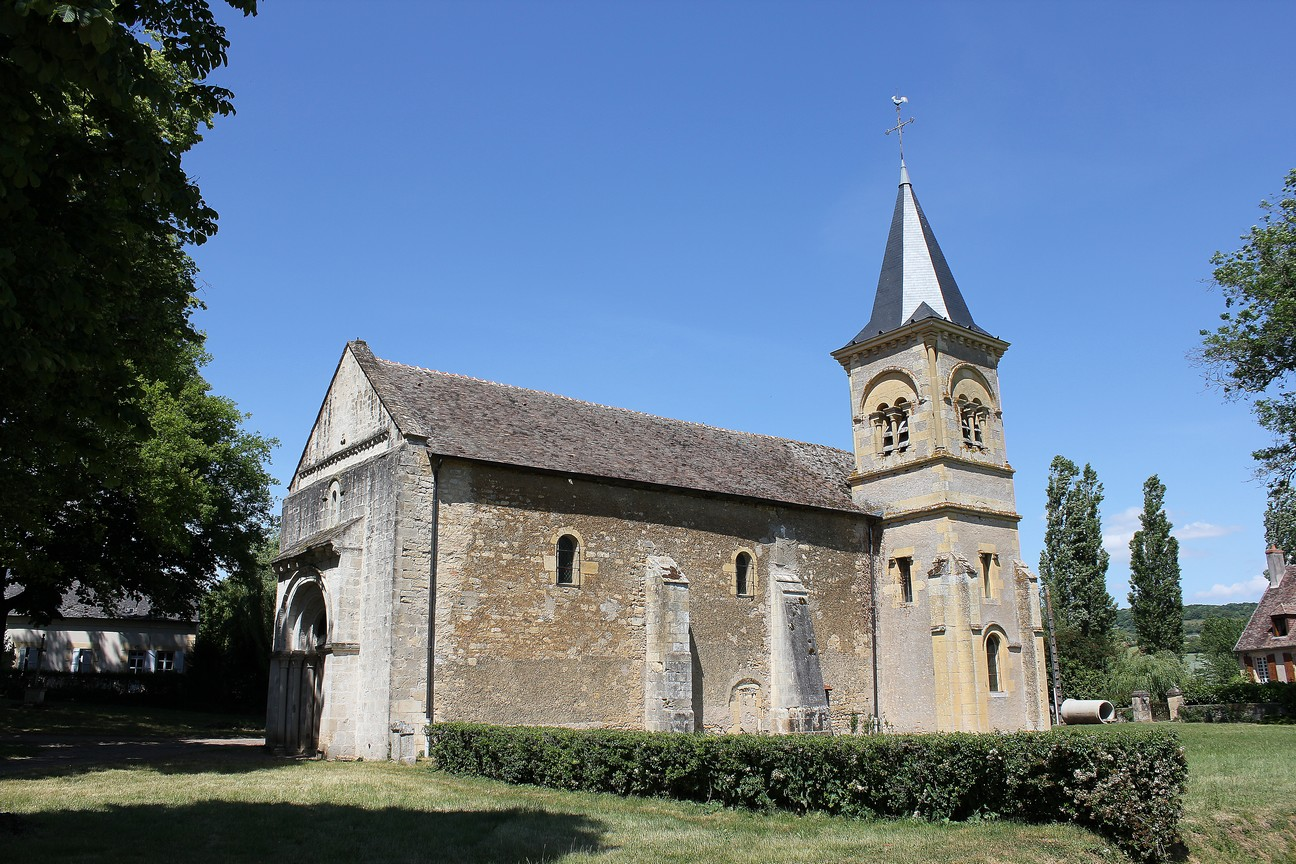
Kirche Saint-Blaise
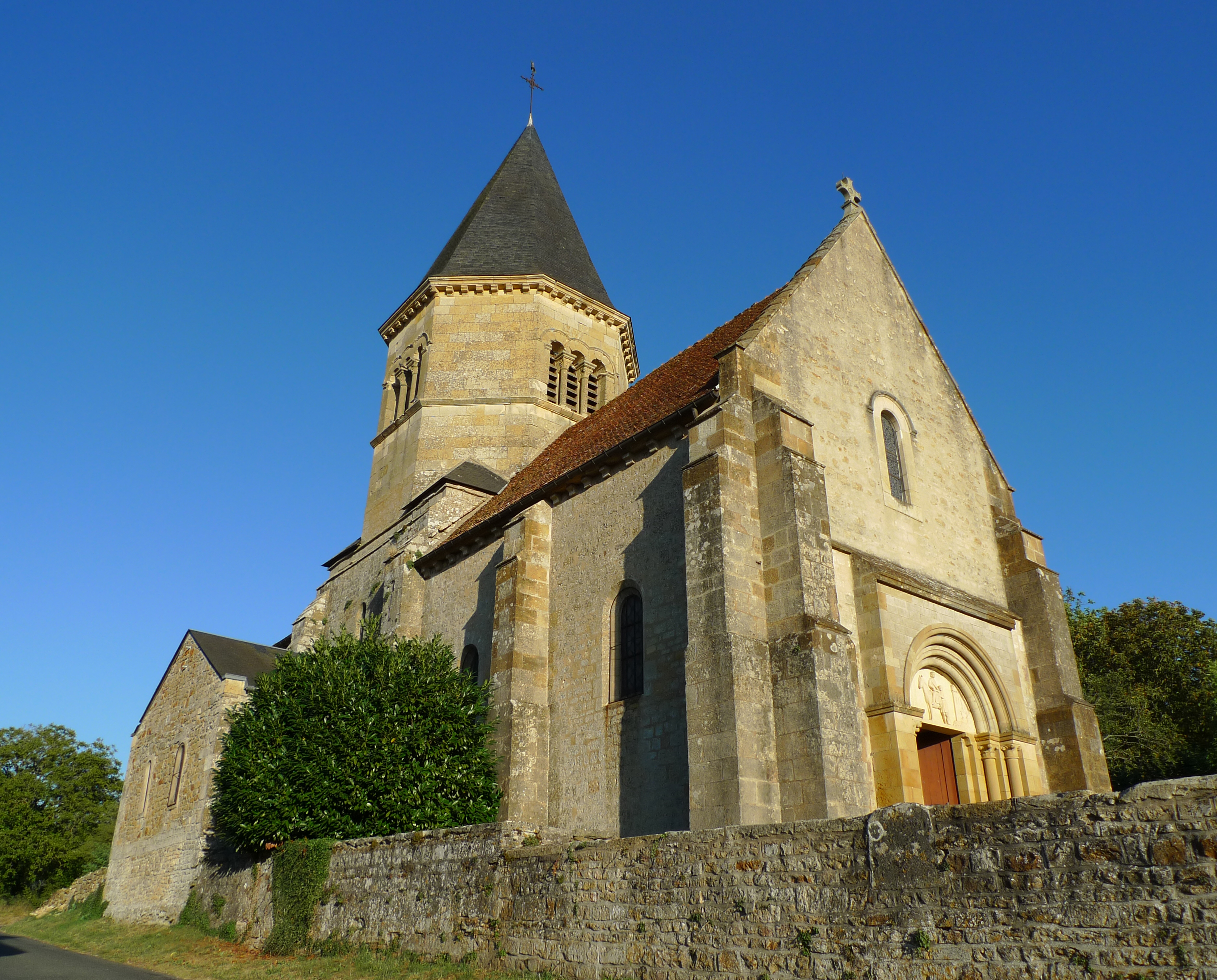
Kirche Saint-Fiacre